# Maltraitance des personnes handicapées
La maltraitance des personnes handicapées est un ensemble de comportements ou d'attitudes abusives, uniques ou répétées, causant des détresses ou des blessures à des personnes en situation de handicap, dans le cadre d'une relation de confiance ou de dépendance. La maltraitance peut être de type physique, moral, financier, sexuel, ou relever de la négligence. Le handicap est considéré comme un élément de vulnérabilité ; il la caractérise, même, au sens du droit pénal.
Ces maltraitances peuvent se produire en établissement d'hébergement, en milieu hospitalier, en milieu pénitentiaire ou au domicile de la personne.
Selon certains auteurs, la culture occidentale prédispose aux crimes de haine envers les personnes handicapées à cause de la construction séculaire de la personne handicapée comme coupable, maléfique ou pitoyable à travers la culture populaire,.

## Définition

### Définition internationale
Il n'existe aucune définition scientifique unique de la maltraitance, celle-ci étant largement influencée par les représentations sociales. La maltraitance des personnes handicapées inclut des questions de critères, de seuil, d'intentionnalité, et d'effets sur la personne qui en est victime. Le rapport d'Hilary Brown portant sur La protection des adultes et enfants handicapés contre les abus, publié le 30 janvier 2002 par le Conseil de l'Europe, cite les cas suivants :
- violence physique ;
- abus et exploitation sexuels ;
- menaces et préjudices psychologiques ;
- interventions portant atteinte à l’intégrité de la personne ;
- abus financiers, fraudes et vols ;
- négligences, abandons et privations.

Une distinction est faite entre l'abus volontaire et la négligence. Une forme de maltraitance passive consiste à imposer à la personne handicapée de vivre d’une manière qu'elle n'a pas choisie, allant de l'imposition du fauteuil roulant à l'absence de choix des repas, en passant par les difficultés ou l'impossibilité d'accéder à des toilettes. Les cas de maltraitance sont extrêmement variés : contrairement à l'image populaire, il ne s'agit pas uniquement d'agressions sexuelles visant des enfants. La majorité des cas de maltraitance ne correspondent pas seulement à un acte unique d'une grande violence, mais aussi à une succession de petits actes qui, sur la durée, provoquent souffrance et isolement.
Les victimes en parlent rarement, en raison d'un sentiment de honte ou d'une peur de représailles.
La loi du silence est aggravée si les professionnels des institutions refusent de reconnaître la maltraitance.

### Définition juridique
En droit français, deux définitions de la maltraitance s’articulent de manière convergente.
La première définition résulte du Code pénal. Elle relève :
- des articles 434-1 (non dénonciation de crime), 434–3 (défaut de signalement ou signalement tardif) et 223-6 (non-assistance à personne en danger) ;
- de tous les autres articles visant les atteintes à l’intégrité des personnes.

Les atteintes aux biens tels que le vol, l’extorsion, l’escroquerie, l'abus de confiance, le chantage ou l’abus de l’état de vulnérabilité, ne sont pas constitutives d’un acte de maltraitance au sens pénal du terme. Il n’existe donc pas d’obligation de signalement en ce qui les concerne et l’accomplissement d’un tel signalement pourrait justifier, de la part de la victime, l’engagement de poursuites contre les professionnels pour violation du secret professionnel.
La deuxième définition, donnée cette fois-ci implicitement, est issue de l’article L. 313-24 du Code de l’action sociale et des familles relatif à la protection des salariés contre toute sanction de l’employeur qui serait liée à l’accomplissement d’un signalement d’acte de maltraitance.
Dans les deux cas, constitue un acte de maltraitance toute atteinte à l’intégrité, physique ou psychique, d’une personne handicapée.
La création de la loi no 2022-140 du 7 février 2022 - art. 23 a permis l'inscription dans le Code de l'action sociale et des familles de l'Article L119-1 qui précise : "La maltraitance au sens du présent code vise toute personne en situation de vulnérabilité lorsqu'un geste, une parole, une action ou un défaut d'action compromet ou porte atteinte à son développement, à ses droits, à ses besoins fondamentaux ou à sa santé et que cette atteinte intervient dans une relation de confiance, de dépendance, de soin ou d'accompagnement. Les situations de maltraitance peuvent être ponctuelles ou durables, intentionnelles ou non. Leur origine peut être individuelle, collective ou institutionnelle. Les violences et les négligences peuvent revêtir des formes multiples et associées au sein de ces situations.

### Définition par les recommandations de bonnes pratiques professionnelles
En France, la maltraitance des personnes handicapées en établissement est définie, par contraste avec la notion de bientraitance, par plusieurs recommandations de bonnes pratiques professionnelles émises par l’Agence nationale pour l’évaluation et la qualité des établissements sociaux et médico-sociaux (ANESM) de juillet 2008, décembre 2008 et septembre 2009.

## Violences contre les femmes vivant avec un handicap
D'après Human Rights Watch (HRW), les femmes vivant avec un handicap représentent 10% de la population féminine mondiale. D'après Rashida Manjoo, rapporteuse spéciale sur la violence contre les femmes, ses causes et ses conséquences en 2012, « le taux de prévalence du handicap s’élève à 12 pour les hommes et à 19,2 pour les femmes ».
D'après HRW, les femmes sont plus souvent exposées au risque de présenter un handicap en raison de discriminations dans l'accès aux soins. Les femmes avec un handicap sont victimes de nombreux abus et violences de la part de leur entourage (famille et assistants), de leurs communautés et de l'État, notamment dans leurs droits familiaux relatifs à la procréation : elles subissent des stérilisations contraintes, des avortements forcés et la rétention d'informations sur la santé procréative, ainsi que des maltraitances médicales. Pour Rashida Manjoo, « la violence contre les femmes handicapées reste pour l’essentiel un problème ignoré ». Les violences dont sont victimes les femmes vivant avec un handicap présentent des traits particuliers. « Les femmes handicapées sont victimes à la fois des stéréotypes dont les femmes font l’objet et de ceux qui concernent les personnes handicapées », qui se combinent avec d'autres formes de difficultés et de discriminations (femmes autochtones ou issues de groupes minoritaires, celles qui vivent en zone rurale, celles qui se trouvent dans une zone de guerre, celles qui sont sans-papiers ainsi que les minorités sexuelles)… Les femmes qui vivent avec un handicap rencontrent notamment des discriminations lorsqu'elles désirent devenir mères : « les femmes handicapées… peuvent être stérilisées de force ou être contraintes de mettre fin à des grossesses désirées, sous le prétexte paternaliste que c’est « dans leur propre intérêt », et ce souvent avec l’approbation de leurs partenaires ou parents, des institutions ou de leurs tuteurs ».
En France, en 2010, Maudy Piot constate lors d'un colloque intitulé Violences envers les femmes : le non des femmes handicapées que quatre femmes handicapées sur cinq ont été ou sont victimes de violences, elle met en place avec son Association FDFA un service d'écoute téléphonique de ces femmes, proposant également un accompagnement (juridique, social, psychologique, etc.).

## Types de maltraitance
Au regard des éléments de définition donnés ci-dessus, la maltraitance est un concept qui ne s’applique qu’aux personnes vulnérables qui sont accueillies ou accompagnées. Le personnel ne peut faire l’objet d’actes de maltraitance ; d’autres qualifications juridiques lui sont réservées, telles par exemple que la faute inexcusable de l’employeur en matière de santé et de sécurité ou encore le harcèlement moral.
La maltraitance peut survenir aussi bien au domicile de la personne handicapée qu'en institution, et émaner de professionnels comme de l'entourage familial ou de tiers.

### Maltraitance causée par le comportement fautif d’un membre du personnel
Un acte de maltraitance peut résulter d’un comportement violent, inadéquat ou déplacé d’un membre du personnel. Le contentieux disciplinaire des salariés et des agents publics du secteur social et médico-social donne de nombreux exemples de tels actes de maltraitance. Ainsi la jurisprudence a-t-elle établi ce que constitue un acte de maltraitance sanctionnable, en droit du travail comme en droit de la fonction publique :
- l’abandon d’une personne dans un couloir, qui s’ensuit de sa chute ;
- l’abandon par terre d’une personne après sa chute ;
- l’administration brutale d’un médicament ;
- l’administration d’un comprimé de Polident ou de Pepsodent en lieu et place d’un médicament ;
- l’administration d’un médicament en violation d’un protocole infirmier ;
- l’agression verbale d’une personne jusqu’à la pousser aux larmes ;
- le fait d’obliger une personne à casser des cailloux ;
- la confiscation d’objets personnels ;
- la confiscation de prothèses (auditives) ;
- des coups de genou ;
- un défaut d’assistance ;
- un défaut de soins ;
- une restriction arbitraire des activités habituellement proposées ;
- une douche forcée ;
- une fellation imposée ;
- une gifle ;
- une injure ;
- l’interdiction d’aller aux toilettes ;
- le lever de fauteuil roulant d’une personne incapable de marcher ;
- une manutention brutale ;
- la réalisation d’un maquillage outrancier ;
- la menace de couper l’électricité ;
- une morsure ;
- une négligence ;
- une privation d’aliment ;
- une privation de sortie ;
- une privation de visite ;
- la tenue de propos grossiers ;
- une punition ;
- une tape sur les mains ;
- la réalisation d’une toilette grossière.

Dans de tels cas, indépendamment de poursuites pénales si les faits le justifient, le membre du personnel encourt une sanction professionnelle qui peut aller, le cas échéant, jusqu’à son congédiement. Le salarié ou l’agent membre d’une profession réglementée s’expose, de surcroît, à une sanction ordinale.
Les médias ont fait connaître certaines affaires particulièrement graves de violences sexuelles sur des personnes handicapées (affaire du Coral, affaire des disparues de l’Yonne). Selon Marie-Thérèse Boisseau, les violences sexuelles représentent 60 à 70 % des cas de maltraitance dans les établissements médico-sociaux français.

### Maltraitance institutionnelle
La maltraitance institutionnelle se définit comme étant une situation nuisible aux personnes accueillies en établissement ou accompagnées par un service, qui résulte d’une cause liée à l’organisation ou au fonctionnement de l’établissement :

« […] l’idée de maltraitance institutionnelle [qui] exprime l’existence de facteurs de non qualité de l’accompagnement qui ont des conséquences péjoratives pour les personnes accueillies ; […] »

Cette définition correspond à l’idée selon laquelle : 

« […] il existe une violence institutionnelle, car aucune institution n'est spontanément « bien-traitante » »

— Marie-Thérèse Boisseau
La maltraitance institutionnelle n’est donc pas nécessairement celle qui peut être imputable aux professionnels du fait de leur comportement fautif, elle n’est institutionnelle que dans la mesure où elle est la concrétisation d’un dysfonctionnement de l’établissement ou du service. De ce point de vue, la maltraitance institutionnelle est la conséquence pratique de l’exercice d’un biopouvoir par l’institution, au sens que Michel Foucault donnait à ces mots.
Ces dysfonctionnements peuvent avoir des causes internes à l’établissement ou service mais ils peuvent également résulter d’une influence externe, par exemple d’une insuffisance de tarification par l’autorité administrative compétente qui aurait pour effet d’empêcher de réaliser des investissements, des travaux ou des opérations de maintenance nécessaires, l’acquisition d’équipements, le recrutement et la formation adéquats du personnel ou encore le style de management.

### Maltraitance par des familiers ou des tiers
Les fondements pénaux de la répression des actes de maltraitance étant généraux, les familiers et les tiers sont exposés au même risque de condamnation pénale que les professionnels.
De même, l’obligation de signaler assortie d’une sanction pénale en cas de retard ou d’abstention pèse non seulement sur les professionnels mais, de façon générale, sur toute autre personne (membres de la famille, amis, voisins, collègues de travail, etc.). En France, environ 70 % des cas relevés de maltraitances de personnes handicapées se produisent dans les familles, d'après le rapport de Jean-Marc Juilhard et Paul Blanc, daté de 2003non seulement sur les professionnels mais aussi sur les familiers et les tiers.

### Stérilisation forcée
Sociologue et chercheuse à l'INSERM, Nicole Diederich a dirigé un ouvrage intitulé Stériliser le handicap mental ? (ERES 1998).
Elle évoque les stérilisations sans consentement dans plusieurs institutions pour personnes handicapées en France.
Selon ses observations, on opère les jeunes filles vers l'âge de 18-20 ans, à l'époque où elles commencent à dire qu'elles souhaitent se marier, avoir des enfants, une vie de couple. À ce moment la famille ou les tuteurs en décident autrement.
Selon elle, ce sont le plus souvent des personnes présentant des difficultés légères, souvent liées à un échec scolaire ou des problèmes sociaux graves, qui sont stérilisées.
De plus, en raison de la mixité et bien que la sexualité soit généralement interdite, beaucoup de lieux de vie imposent une contraception systématique à l'entrée, par prise de pilule ou par piqûres contraceptives.
Par ailleurs, la stérilisation rend ces femmes encore plus vulnérables à l'abus sexuel, car celle-ci permet de faire l'impasse sur une éducation sexuelle qui permettrait d'éviter ces abus et de prévenir les MST.
D'après la chercheuse, il existe une loi du silence sur ce sujet parmi les professionnels de santé, amplifiée par le fait que ces femmes vivent dans un lieu clos où leur parole est invalidée.
En France, 500 femmes handicapées sont stérilisées chaque année, souvent sans consentement ou à la demande de la tutelle, mais cette pratique n'est quasiment pas répertoriée officiellement. Le 6 juin 2023, l'ONG European Disability Forum a exprimé son inquiétude profonde quant à la pratique de stérilisation forcée en France.

### Maltraitance en milieu carcéral
Le 12 mai 2015, Human Rights Watch a publié un rapport qui détaille les abus physiques subis par les détenus souffrant de handicaps psychiques en milieu carcéral aux États-Unis. Jamie Fellner, conseiller principal à Human Rights Watch, a rédigé ce rapport qui expose de nombreux exemples d'agents pénitentiaires américains usant de violences sur des prisonniers bipolaires et schizophrènes parce qu'ils présentaient des symptômes et des comportements liés à leurs handicaps. Selon The New York Times,

« L'inquiétude quant à la manière de soigner les malades mentaux dans les prisons s'est intensifiée ces dernières années, car les personnes qui étaient autrefois envoyées dans un hôpital où elles avaient accès à un traitement sont maintenant plus susceptibles d'être envoyées dans des prisons qui manquent de personnel psychiatrique. … Il y a maintenant beaucoup plus de personnes atteintes de maladies mentales dans les prisons et les établissements pénitentiaires que dans les hôpitaux psychiatriques publics. »

## Maltraitance et lanceurs d’alerte en France

### Affaire Céline Boussié
Le cas de Céline Boussié, ancienne aide médico-psychologique de l’Institut médico-éducatif de Moussaron, a fait émerger dans les médias l’idée qu’il puisse y avoir des lanceurs d’alerte pour dénoncer les faits de maltraitance commis contre des personnes handicapées.
En 2014, un documentaire sur l'IME de Moussaron est diffusé dans l’émission Zone Interdite, sur M6. Il révèle des images prises en caméra cachée d’enfants attachés, enfermés, tout ça dans des structures non adaptées.
À la suite de la diffusion de ce reportage, Céline Boussié, ancienne salariée de l’établissement, fait des déclarations sur LCI et Europe 1 par lesquelles elle témoigne de l’effectivité de la maltraitance dans son ancien établissement, qui paraissait devant la justice 20 ans auparavant pour les mêmes faits, sans que rien soit changé.
L’IME de Moussaron porte alors plainte contre Céline Boussié pour diffamation. Un comité de soutien se constitue pour la défendre. Elle est également soutenue par le Parti De Gauche et la CGT.
Le 22 novembre 2017, Céline Boussié est relaxée par le Tribunal correctionnel de Toulouse,,.
Pour l’ancienne salariée, cette décision de justice est une victoire pour tous les travailleurs sociaux et les lanceurs d'alertes qui dénoncent des faits similaires. Mais elle déplore l'absence de la notion de « maltraitance institutionnelle » dans le Code Pénal.
En 2019, son libre est publié aux éditions Harpercollins, sous le titre Les enfants du Silence.

### Affaire Timothée
Des experts des droits de l'homme de l'ONU ont contesté le placement à l'hôpital psychiatrique pour adultes du Vinatier à Lyon d'un enfant autiste de 16 ans, Timothée. Ce placement, intervenu quelques jours après son intégration en institut médico-éducatif (IME), reste inexpliqué à la mère à laquelle l'hôpital psychiatrique refuse de donner des nouvelles. L'enfant bénéficiait jusque là d'une intégration familiale et scolaire en milieu ordinaire.
La Rapporteuse spéciale sur le droit des personnes handicapées, Catalina Devandas Aguilar, note que l'institutionnalisation de Timothée constitue une atteinte à sa santé, sa sécurité et sa liberté, ses droits à l'autonomie, à vivre au sein de sa famille ainsi qu'à l'expression de ses choix personnels.
Celle-ci rappelle que seules des structures éducatives réellement inclusives sont à même d'offrir des perspectives d'amélioration de leur situation sociale aux personnes handicapées.
Le Rapporteur spécial sur le droit à la santé, Dainius Pūras encourage à s'engager dans un modèle des droits de l'homme basé sur la non-discrimination, l'inclusion ainsi que le renforcement des liens familiaux dans des structures communautaires et sociales. Il se dit inquiet de la conséquence d'un placement en IME sur le droit des personnes handicapées à jouir du meilleur état de santé mentale et physique possible et appelle à la création d'alternatives au placement institutionnel (voir aussi Désinstitutionnalisation).
Les experts de l'ONU ont informé la France de la nécessité de mettre fin à l'hospitalisation psychiatrique de Timothée ainsi qu'à son traitement par médicamentations neuroleptiques.

### Affaire Dimitri Fargette
Né avec un handicap physique et mental, dû à un manque d'oxygène à la naissance, Dimitri Fargette, vivait à plein temps à l'hôpital psychiatrique Saint-Ylie, à Dole dans le Jura, depuis l'âge de ses seize ans. Après dix-huit ans de séjour hospitalier, en janvier 2014, Dimitri est hospitalisé pour une infection pulmonaire, et après recours à différentes associations à la suite de l'inquiétude de sa famille, un « contrat » de bonnes relations entre la famille et l'hôpital est signé.[Quoi ?]
En novembre 2014, une médiatisation de l'affaire commence dans la presse locale, à la suite de l'interdiction par l'hôpital des visites de son frère Nicolas, pour avoir filmé son frère maintenu en contention.
L'hôpital obtient, le 18 décembre 2014, le placement sous contrainte à la demande du représentant de l'état (SPDRE), rendant impossible les visites et les sorties en famille, et porte également plainte contre l'association Neptune qui s'est prêté au rôle de médiateur dans l'affaire (cette plainte sera classée sans suite).
Le 16 janvier 2015, une lettre du directeur de l'hôpital à la famille de Dimitri indique une volonté de transférer ce dernier dans une Unité pour Malades Difficiles (UMD), invoquant l'incapacité de l'hôpital face à son « agressivité envers lui-même, les soignants et les autres patients ».
En mai 2015, à la suite de la publication sur Facebook d'un film sur la contention de Dimitri à l'hôpital, la mère de celui-ci reçoit un courrier du directeur de l'hôpital la prévenant d'un possible retrait de la tutelle de Dimitri.
Plusieurs manifestations ont lieu en mai et en juin 2015 devant la préfecture du Jura, relayées par la presse locale, afin d'exiger le placement de Dimitri dans une maison d'accueil spécialisée (MAS), le transfert vers cette MAS du budget dépensé le traitement de Dimitri, ainsi qu'un programme de sevrage médicamenteux.
Le 22 juillet 2015, Dimitri est transféré dans l'UMD du Centre Hospitalier Spécialisé de Sarreguemines ; la lettre d'information de cette mesure à la mère de Dimitri est reçue après la date du transfert, qui a eu lieu par arrêté préfectoral.
À la suite de l'avis d'un psychiatre indépendant qui établit que Dimitri n'est pas dangereux et serait apte à vivre en collectivité, et la décision, en novembre 2015, de l'hôpital de Sarreguemines de faire appel à un comité d'experts, la mesure d'internement sur décision d'un représentant de l’État, est levée le 2 décembre 2015.
Dimitri a par la suite regagné son hôpital d'origine en attendant une place en MAS, et peut a nouveau être en contact avec sa famille.
Une plainte a été déposée pour maltraitance contre l'hôpital de Saint-Ylie, ainsi qu'une autre, contre l’État « pour mauvaise prise en charge sur personne autiste », par la famille de Dimitri, au motif notamment, de l'absence de diagnostic de l'autisme de Dimitri et de traitements inadaptés (voir surconsommation de médicaments).
Il a également été question du viol de Dimitri en 1998 et d'une agression en 2003, par des membres du personnel soignant. Les plaintes ont été classées sans suite.

### Affaire Anne Ratier
En février 2019, la publication de l'ouvrage d'Anne Ratier J'ai offert la mort à mon fils ouvre un débat en raison de la demande de qualification d'euthanasie pour un acte relevant juridiquement de l'assassinat d'un enfant polyhandicapé.

## Causes

### Des facteurs de causalité multiples
Les maltraitances de personnes handicapées ont très rarement une cause unique, s'agissant le plus souvent de l'intrication de différents facteurs de risque. L'adoption d'une attitude docile de la part des personnes handicapées, le manque de formation du personnel, un manque d'ouverture des institutions sur l'extérieur, des dysfonctionnements dans le travail en réseau, constituent autant de facteurs augmentant le risque de maltraitances.

### Analyse sociale et culturelle
Les facteurs liés à la construction sociale du handicap font l'objet d'analyses afin de permettre de comprendre les facteurs conduisant à la maltraitance grave.

#### Culture occidentale
Selon Katharine Quarmby, journaliste, cinéaste et militante des droits des personnes handicapées, et auteur de Scapegoat : Why We Are Failing Disabled People (en français, Bouc émissaire : pourquoi nous échouons avec les personnes handicapées) publié en 2011, il existe des facteurs culturels propres à la société occidentale consistant en des stéréotypes qui alimentent les préjugés à l'origine de crimes violents contre les personnes handicapées.
Pour elle, nous lisons des contes qui associent le mal au handicap - sorcières méchantes, géants brutaux et pirates ignobles privés de membres, etc. D'autres stéréotypes semblent plus bénins à première vue, représentant la personne handicapée en tant que personnage tragique et pitoyable, comme Beth dans Les petites femmes, ou l'invalide Klara dans Heidi, que de nombreuses personnes handicapées trouvent étouffants en tant que stéréotypes.

#### Cultures d'Asie méridionale
Selon le magazine Desiblitz qui traite des cultures desi, il existe de nombreux facteurs d'oppression, de préjugés et de stigmatisation sociale portées par l'entourage social et familial des personnes handicapées, conduisant à la maltraitance morale ou physique. Ces facteurs ont en commun la honte d'avoir une personne anormale dans la famille.

#### Cultures africaines
En Afrique de l'Est, il apparaît que les personnes handicapées sont moins susceptibles d'être stigmatisées en raison d'une déformation physique évidente ou d'une étiquette diagnostique et plus susceptibles d'être victimes de discrimination si elles sont incapables de participer aux activités sociales et économiques quotidiennes de la communauté que leurs homologues du monde occidental.

## Histoire
En France, la maltraitance des personnes handicapées en établissement commence à être fréquemment évoquée dans les discours publics dès les années 2000.

## Implications juridiques
Lors ce que l’acte de maltraitance entre dans le champ d’application de l’obligation pénale de signalement, le fait de s'abstenir ou de tarder à le signaler constitue une infraction pénale.
Le décret no 2016-1813 du 21 décembre 2016 oblige les structures sociales et médico-sociales à déclarer « tout dysfonctionnement grave dans leur gestion ou organisation susceptible d’affecter la prise en charge des usagers et tout événement ayant pour effet de menacer ou de compromettre la santé, la sécurité ou le bien-être des personnes prises en charge ». Cette procédure de signalement s'applique à onze catégories d'événements. Les autorités informées peuvent être Le préfet de département, le président de l'Agence régionale de santé, la Direction départementale de la cohésion sociale et de la protection des populations ou le président du Conseil départemental.
Le 16 mai 2018, un amendement du député LREM Adrien Taquet a été adopté afin d'obliger les établissements et services sociaux et médico-sociaux à désigner un référent intégrité physique, afin d'aider les personnes accueillies à être davantage sensibilisées aux risques de mauvais traitements et puissent se faire aider en cas d'agression. L'importance des actes de prédation sexuelle dont sont victimes les femmes handicapées est soulignée par l'Assemblée nationale.